# Narda (Hungria)
Narda (em alemão: Nahring) é um município da Hungria, situado no condado de Vas. Tem 10,35 km² de área e sua população em 2015 foi estimada em 468 habitantes.